# ラムソン (DD-18)
|          |                                    |
| 艦歴     |                                    |
| 発注     |                                    |
| 起工     | 1908年3月18日                      |
| 進水     | 1909年6月16日                      |
| 就役     | 1910年2月10日                      |
| 退役     | 1919年7月15日                      |
| その後   | 1919年11月21日に売却               |
| 除籍     |                                    |
| 性能諸元 |                                    |
| 排水量   | 700トン                            |
| 全長     | 293 ft 10 in (89.6 m)              |
| 全幅     | 26 ft (7.9 m)                      |
| 吃水     | 8 ft (2.4 m)                       |
| 機関     |                                    |
| 最大速   | 28.6ノット (53 km/h)               |
| 乗員     | 士官、兵員107名                    |
| 兵装     | 3インチ砲4門 18インチ魚雷発射管3門 |

ラムソン (USS Lamson, DD-18) は、アメリカ海軍の駆逐艦。スミス級駆逐艦の2番艦。艦名は同海軍士官のロズウェル・ラムソンに因む。

## 艦歴
ラムソンは1908年3月18日にペンシルベニア州フィラデルフィアのクランプ造船所で起工した。1909年6月16日にヘンリー・S・ゴア夫人によって命名、進水し、1910年2月10日に艦長J・M・ルディ少佐の指揮下就役する。
大西洋戦隊に配属されたラムソンは1910年から16年まで東海岸沿いおよびカリブ海で活動し、水雷訓練、艦隊演習および沿岸部の偵察に従事した。1916年5月7日にフロリダ州キーウェストを出航し、2日後にドミニカ共和国に到着、ウィルソン大統領が派遣した海兵隊の支援を行った。
ラムソンは6月半ばにキーウェストに帰還し、28日にメキシコのベラクルスへ向けて出航した。政治情勢が混沌するメキシコ水域で、ラムソンは友軍艦艇と合流した。その後7月11日にキーウェストに帰還、ラムソンはその後アメリカ合衆国が第一次世界大戦に参戦するまで東海岸沿いおよびメキシコ湾で作戦活動に従事した。
参戦初期の数ヶ月間、ラムソンは沿岸航路を偵察し、その後海外配備に就く。1917年7月26日にアゾレス諸島のポンタ・デルガダに到着し、続く3ヶ月間を護衛および偵察任務に費やした。ラムソンは10月6日にアゾレス諸島を出航しフランスのブレスト沖で護衛任務に就く。10月28日にはドイツ潜水艦に撃沈された商船フィンランド (Finland) の生存者28名を救助した。
ラムソンは戦争の残りを護衛および偵察任務に費やした。停戦後ラムソンは1918年12月11日にブレストを出航し、12月31日にサウスカロライナ州チャールストンに到着した。その後1919年7月15日に退役し、1919年11月21日に売却された。